# 木下多恵子
木下 多恵子（きのした たえこ、1933年9月18日 - ）とは日本の手相占い師、霊能者、人生カウンセラー。通称「大泉の母」。東京都深川生まれ。

## 人物
東京都練馬区東大泉で画廊喫茶「道化師（ピエロ）」を経営。店内で占いを行っている（水曜日定休）。
本人は占い師と呼ばれるのは好きではなく、「よく当たる占い師と言われるのが一番頭に来る」、「どちらかと言えばセラピスト」、「手相はその人の生き方を解くきっかけに過ぎない」などと語っている。
占い方は、手相に現れていることを如実に話す。また客を霊視して、その背景に見えることを述べる。
霊視ができる霊能者として人気を集めていた宜保愛子に対しても「派手な生活をして占い師としての原点を忘れている」と女性週刊誌などで痛烈に批判したりするなど、歯に衣を着せぬ言動で知られる。
愛煙家である。

## 著書
- 『大泉の母・愛の説教占い―幸運の呼び方・つかみ方』
- 『大泉の母 しあわせ霊感』
- 『大泉の母の手相術』
- 『結婚できる女 できない女―20万人の手相鑑定からズバリ判定』
- 『魂(こころ)に関する十二章―自分でできる浄霊法』
- 『8つの手相が明かす!あなたの運命―見なさい、知りなさい、考えなさい!』

## メディア出演
- 1992年10月から1993年2月までTBSで放送されていた『素敵な気分De!』に火曜日のレギュラーとして出演していた。
- 日本テレビ - 『NNNニュースプラス1』、『NNN Newsリアルタイム』、『スッキリ!!』など不定期出演。

その他、バラエティ番組など多数